# Nilbarbe
Die Nilbarbe (Labeobarbus bynni, Syn.: Barbus bynni) ist ein in Afrika beheimateter Karpfenfisch. Sie trägt folgende Lokalnamen: Binni, Arite, Dango, Kisinya oder Momwara.

## Unterarten
Folgende Unterarten der Nilbarbe sind bekannt:
- Labeobarbus bynni bynni (Forsskål, 1775) ist die größte und am weitesten verbreitete Unterart.

- Labeobarbus bynni occidentalis (Boulenger, 1911), Nigerbarbe, tritt überwiegend in Westafrika in Tschad, Senegal, im Flusssystem des Volta, Ouémé und Ogun auf. Sie ist in den Ländern Benin, Burkina Faso, Kamerun, Zentralafrikanische Republik, Tschad, Ghana, Guinea, Mali, Niger, Nigeria, Senegal und Togo heimisch. Entwaldung und zunehmende Degradation der Gewässer bedrohen ihren Bestand.[1]

- Labeobarbus bynni waldroni (Norman, 1935) kommt in Westafrika in den Ländern Elfenbeinküste und Ghana vor. Sie tritt im Volta-Fluss und den benachbarten Flüssen Sassandra, Bandama, Niouniourou, Comoé und Tano auf.[2] Die Fische werden bis ca. 30 Zentimeter lang und leben benthopelagisch. Ihre Flossenformel lautet Dorsale 13–14, Anale 8. Auffallendes Merkmal dieser Unterart sind die stark entwickelten Lippen mit dem sichtbaren Kinnlappen. Die Lippen sind möglicherweise hypertrophiert (gummiartige Lippen). Die Färbung reicht von einem gelblichen Grün bis Goldbraun an den Seiten bis hin zu teilweise rot-violett gefärbter Rückenflosse. Die Unterart gilt derzeit nicht als gefährdet.[3]

- Labeobarbus bynni rudolfianus (Worthington, 1932) tritt endemisch im Rudolfsee in Kenia auf.[4]

## Verbreitung
Die Nilbarbe ist im tropischen Afrika zwischen den Breitengraden 32°N–3°N verbreitet. Barbus bynni kommt überwiegend im Einzugsbereich des Nils in Ägypten, Äthiopien, Kenia und dem Sudan vor. Dabei tritt sie sowohl im Fließwasserbereich auf, als auch in Seen wie z. B. dem Albertsee, Turkana-See und Stauseen wie dem Nasser-Stausee/Nubia-See, die mit dem Nil verbunden sind. Außerdem in den Seen des Wadi er-Raiyan und des Nouzha-Hydrodrome.

## Beschreibung
Die Nilbarbe wird bis zu 82 Zentimeter lang. Der schwerste bisher mit der Angel gefangene Fisch wog sechs Kilogramm bei einer Körperlänge von 70 Zentimetern und wurde bei den Murchison Falls in Uganda gefangen. 
Die Körperfärbung ist meistens goldgelb oder leicht orangefarben und etwas dunkler an der Rückenpartie.

## Lebensweise
Die maximale Lebensdauer der Spezies reicht von vier bis acht Jahren. In Gefangenschaft sogar bis 16,3 Jahre. Die Nilbarbe lebt benthopelagisch und ernährt sich von kleinen Krustentieren, Mollusken, Insekten und organischen Abbauprodukten. Im Jebel Aulia Reservoir beginnt die Laichzeit mit dem Einsetzen der Flut im Juli. Das Reifen der Gonaden beginnt im Mai, wenn die Wassertemperatur ihr jährliches Maximum erreicht. Ein Weibchen kann bis zu 1,5 Millionen Eier produzieren.

## Beziehung zu Menschen
In Ägypten zur Zeit der Pharaonen wurde die Nilbarbe als ein heiliges Tier der Göttin Mehit verehrt.

### Wirtschaftliche Bedeutung
Obwohl die Nilbarbe als ein wirtschaftlich eher unbedeutender Speisefisch eingestuft wird, gingen die Fänge eine Zeitlang stetig zurück. Während in Ägypten im Jahr 1998 noch 887 Tonnen gefangen wurden, waren es 1999 nur noch 58 Tonnen und 15 Tonnen im Jahr 2000. 2004 stieg die Fangmenge wieder auf 860 Tonnen.

## Gefährdungsstatus
Zu den möglichen anthropogenen Störungen gehören Dammbau, Gewässerverschmutzung durch landwirtschaftliche, industrielle und kommunale Abwässer, Grundwasserextraktion und Dürren. Die Art gilt derzeit als nicht gefährdet.